# Onobrychis amoena
Onobrychis amoena är en ärtväxtart som beskrevs av Mikhail Grigoríevič Popov och Aleksei Ivanovich Vvedensky. Onobrychis amoena ingår i släktet esparsetter, och familjen ärtväxter.

## Underarter
Arten delas in i följande underarter:
- O. a. amoena
- O. a. meshhedensis